# 小関英吾

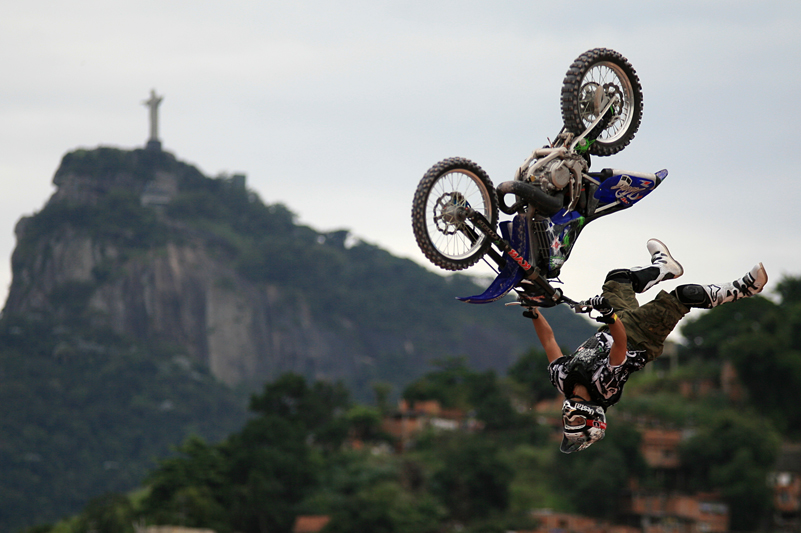
2008年X Fighters リオデジャネイロ大会にて、バックフリップに挑む佐藤

小関 英吾（こせき えいご、1978年10月30日 - 2013年2月28日）は、日本のモトクロス・フリースタイルモトクロス選手。競技では旧姓の佐藤英吾でエントリーしていた。

## 来歴
福島工業高等専門学校在学中にモトクロス国際A級ライセンスを取得。2005年Red Bull X-Fightersに日本人としてはじめて参加し、以降フリースタイルモトクロスの第一人者となる。2009年には同大会にて総合3位の成績を納めた。
2013年2月28日、いわき市内の練習場でバイクを運転中に転倒し死亡した。高さ約２・５メートルのジャンプ台で着地に失敗したことによる事故だという。
2014年に彼の人生を描いたドキュメンタリー映画「RIDE FOR LIFE ～The Eigo Sato Story～」が公開された。